# Captain Beefheart
Don Van Vliet (/væn ˈvliːt/, tên khai sinh Don Glen Vliet; 15 tháng 1 năm 1941 – 17 tháng 12 năm 2010) là một nhạc sĩ, ca sĩ được biết đến nhiều nhất với nghệ danh Captain Beefheart. Các tác phẩm âm nhạc của ông được sáng tác với một tập hợp các nhạc sĩ gọi chung là the Magic Band (1965–1982), với họ, ông đã làm 13 album phòng thu.
Được biết đến là một người có một giọng hát khỏe và âm vực rộng, Van Vliet cũng chơi harmonica, saxophone và nhiều nhạc cụ thổi khác. Âm nhạc của ông phối hợp giữa rock, blues và psychedelia với avant-garde và những bản soạn nhạc kiểu thử nghiệm; nhiều tác phẩm của Captain Beefheart được phân loại là "art rock." Người ta cũng biết Beefheart thực hiện sự điều khiển gần như độc tài đối với những nhạc sĩ phụ tá, và thường đạt ra những câu chuyện về cuộc đời ông.
Trong những năm niên thiếu ở Lancaster, California, Van Vliet trải qua một tình bạn thân thiết với Frank Zappa, người mà sau này Beefheart thỉnh thoảng có cạnh tranh và hợp tác. Van Vliet bắt đầu biểu diễn dưới danh nghĩa Captain Beefheart năm 1964 và gia nhập Magic Band, khởi đầu bởi Alexis Snouffer, năm 1965.
Nhóm nhạc tìm được sự chú ý nhờ bản hát lại "Diddy Wah Diddy" của Bo Diddley, đây trở thành một bài hit nhỏ. Sau đó là album đầu tay được các nhà phê bình ca ngợi Safe as Milk, phát hành năm 1967 qua Buddah Records. Bị liên tiếp hai hãng đĩa từ chối, họ ký hợp đồng với Straight Records của Zappa. Như một nhà sản xuất, Zappa cho phép sự tự do nghệ thuật của Beefheart không bị giới hạn trong việc sáng tác Trout Mask Replica (1969), album này được xếp ở vị trí 58 trên danh sách 500 album vĩ đại nhất năm 2003 của Rolling Stone. Beefheart tiếp nối Trout Mask Replica với album Lick My Decals Off, Baby (1970).
Năm 1974, nản lòng vì sự thiếu vắn thành công thương mại, ông phát hành hai album rock bình thường và bị các nhà phê bình hờ hững; sự thay đổi này, công với việc không được trả cho một tour châu Âu, đã gây nên tính khí nóng nảy của Beefheart, khiến cả ban nhạc tan rã. Beefheart cuối cùng thành lập một Magic Band mới gồm những nhạc sĩ trẻ và gặp những phản hồi tích cực với ba album cuối cùng: Shiny Beast (Bat Chain Puller) (1978), Doc at the Radar Station (1980) và Ice Cream for Crow (1982).

## Đĩa nhạc
- Safe as Milk (1967)
- Strictly Personal (1968)
- Trout Mask Replica (1969)
- Lick My Decals Off, Baby (1970)
- Mirror Man (1971)
- The Spotlight Kid (1972)
- Clear Spot (1972)
- Unconditionally Guaranteed (1974)
- Bluejeans & Moonbeams (1974)
- Shiny Beast (Bat Chain Puller) (1978)
- Doc at the Radar Station (1980)
- Ice Cream for Crow (1982)
- Bat Chain Puller (2012)